# Vedi (rivière)
Pour l’article homonyme, voir Vedi.
La rivière Vedi (en arménien : Վեդի) est une rivière du centre de l'Arménie et un affluent de l'Araxe (nord, gauche), donc un sous-affluent de la Koura.

## Géographie
Elle prend sa source dans la région d'Ararat et passe notamment dans la ville du même nom.